# Spoorlijn Mellansel - Örnsköldsvik
De spoorlijn Mellansel - Örnsköldsvik (Zweeds: Järnvägslinjen Mellansel–Örnsköldsvik) is een spoorlijn in centraal Zweden in de provincie Västernorrlands län. De lijn verbindt de plaatsen Mellansel en Örnsköldsvik met elkaar.
De spoorlijn is 29 kilometer lang en werd in 1892 in gebruik genomen.